# Music Is not Fun
Music Is not Fun est un groupe de rock français, originaire de Lyon, en Rhône-Alpes. Formé en 2006, il compte deux albums et de nombreuses prestations dans d'importants festivals, comme les Francofolies de la Rochelle ou les FrancoFolies de Montréal. Fréquemment associés à la nouvelle scène rock française (baby-rockers), leurs chansons se nourrissent de nombreuses influences, dont celles des Beatles et de la britpop.

## Biographie
Les trois membres du groupe se rencontrent lors d'un concert à Lyon, en 2006. Le nom du groupe provient d'une phrase prononcée par John Lennon lors d'une interview concernant une éventuelle reformation des Beatles. Rapidement après sa formation, le groupe signe le titre Do You Love My Shoes ?, qui deviendra plus tard la bande son d'une publicité pour Decathlon, ainsi qu'un premier album en 2009, British rendez-vous. Cette célébrité naissante les amène à jouer en première partie de concerts d'artistes tels que les BB Brunes, ou encore les groupes anglais The Wombats et The Rascals. 
En 2010, le groupe remporte le Prix Deezer Adami. En 2012 sort leur second album, intitulé Nuit et jour, ce qui les conduit à se produire dans l'émission musicale Taratata. La critique musicale rapproche leur style d'artistes comme Les Wampas, The Cramps, ou The Ramones. La même année, le groupe joue au festival Rock’n Poche à Château-Rouge en Haute-Savoie. Depuis la sortie de son dernier album en 2012, le groupe ne montre plus signe d'activité.

## Membres
- Guillaume Herrero Chapelle - chant, guitare
- Julien Bloch - guitare
- Valentin Ducommun - guitare basse
- Lucas Mouilleron - batterie